# Asinduma elaeota
Asinduma elaeota är en fjärilsart som beskrevs av George Francis Hampson 1912. Asinduma elaeota ingår i släktet Asinduma och familjen trågspinnare. Inga underarter finns listade i Catalogue of Life.